# 嘎乐桑·巴特苏赫
嘎乐桑·巴特苏赫（1956年—），蒙古族，籍贯不详，蒙古国外交官。

## 生平
巴特苏赫曾经先后在俄罗斯和美国学习经济及国际关系，会英语及俄语。自1980年代初，巴特苏赫一直在蒙古旅游局任职，1990年出任蒙古旅游局局长，1995年任蒙古旅游局驻北美局长。2001年至2005年，巴特苏赫任蒙古驻加拿大大使。2005年至2009年，巴特苏赫担任蒙古驻中华人民共和国大使。